# プンタ・デ・チミノ
プンタ・デ・チミノ(Punta de Chimino)はグアテマラ共和国ペテン県、ペテシュバトゥン地域に、メソアメリカ編年では先古典期から古典期にかけて存在した中規模のマヤ文明の遺跡である。
先古典期後期のプンタ・デ・チミノは人口が急激に増加したが、古典期に入るころに人口が減少した。しかし、ドス・ピラス王朝の崩壊後、ペテシュバトゥン地域は政治的に分裂したが、その数少ない生き残りとして、プンタ・デ・チミノは古典期の終末に人口がまた増加した。近隣のパシオン川流域の大都市セイバルは、プンタ・デ・チミノに政治的に干渉していた。